# Chessy-les-Prés
Chessy-les-Prés är en kommun i departementet Aube i regionen Grand Est (tidigare regionen Champagne-Ardenne) i nordöstra Frankrike. Kommunen ligger  i kantonen Ervy-le-Châtel som ligger i arrondissementet Troyes. År 2022 hade Chessy-les-Prés 534 invånare.

## Befolkningsutveckling
Antalet invånare i kommunen Chessy-les-Prés
Referens: INSEE